# Benthonella tenella
Benthonella tenella är en snäckart som först beskrevs av John Gwyn Jeffreys 1869.  Benthonella tenella ingår i släktet Benthonella och familjen Rissoidae. Inga underarter finns listade i Catalogue of Life.